# Clifford Whittingham Beers
Clifford Whittingham Beers (1876 - 1943) fue un activista estadounidense fundador del movimiento de higiene mental de los Estados Unidos.

## Carrera
Nació en New Haven, Connecticut y se graduó en la Escuela Científica de Sheffield en Yale en 1897. Después de la publicación de obra "Una mente que se encuentra a sí misma" (A Mind That Found Itself) (1908), un recuento autobiográfico de su experiencia como interno en una institución mental por depresión y paranoia, obtuvo el apoyo de numerosos profesionales de la medicina en su tarea de prevenir los desórdenes mentales. Abrió la Clínica Clifford Beers en New Haven en 1913, la que llegó a ser la primera clínica dedicada a la salud mental en los Estados Unidos. Beers fue el primero que respaldó el Movimiento Eugenésico en los Estados Unidos, que también floreció en otros países durante la primera mitad del siglo XX. Fue líder en su campo hasta su retiro en 1939.